# قرار مجلس الأمن التابع للأمم المتحدة رقم 744
قرار مجلس الأمن التابع للأمم المتحدة رقم 744، الذي اتخذ بدون تصويت في 25 شباط / فبراير 1992، بعد دراسة طلب جمهورية سان مارينو الانضمام إلى عضوية الأمم المتحدة، أوصى المجلس الجمعية العامة بقبول سان مارينو.